# Затурине
Зату́рине — село в Україні, у Полтавській міській громаді Полтавського району Полтавської області. Населення становить 273 осіб. До 2020 орган місцевого самоврядування — Ковалівська сільська рада.

## Географія
Село Затурине розташоване на правому березі річки Коломак, нижче за течією примикає до околиць Полтави (Дублянщина), на протилежному березі річки розташовані села Андрушки і Макухівка Полтавського району.
Поруч проходять автошлях автомобільний шлях Н12 (Полтава — Суми) та залізниця Полтава — Харків, розташований пасажирський зупинний пункт Піденної залізниціплатформа Дублянщина.

## Історія
Короткий перелік згадок про Затурине  в історичних джерелах:
1766: Затурин хутір (3 хати, 11 людей).
1857: хутір власницький, при р. Коломак, 1 двір, 3 жителі.
1910: 28 господарств (18 козацьких + 10 селянських), 124 жителі (враховуючи наймитів). Серед неземлеробських занять – 18 представників інтелігентських професій, 2 поденщики, 1 жінка – кравець.
1926: село, 35 господарств, у т.ч. 18 неселянського  типу. Населення 171 особа (91 жінка + 80 чоловіків).
2001:   село Ковалівської сільради, 273 особи; у 2018 р. – 276 осіб. 
12 червня 2020 року, відповідно до розпорядження Кабінету Міністрів України № 721-р «Про визначення адміністративних центрів та затвердження територій територіальних громад Полтавської області», село увійшло до складу Полтавської міської громади.
19 липня 2020 року, в результаті адміністративно - територіальної реформи та ліквідації Полтавського району (1925—2020), село увійшло до складу новоутвореного Полтавського району.

## Промисловість, екологія
Поряд з селом розташований один з найбільших промислових вузлів Полтави — Затуринський промвузол. Це, так званий другий майданчик Полтавського турбомеханічного заводу, де розміщене ливарне виробництво з усіма допоміжними службами. Крім того, у Затуриному розташоване Будівельно-монтажне управління компанії «Укргазпромбуд». Ці два підприємства є потенційно небезпечними виробництвами з екологічної точки зору.
Доброї слави селу не додають розташовані тут Полтавська виправна колонія (суворого режиму) № 64 і один з полтавських міських цвинтарів — Затуринське кладовище.

## Населення

### Мова
Розподіл населення за рідною мовою за даними перепису 2001 року:
| Мова       | Кількість | Відсоток |
| ---------- | --------- | -------- |
| українська | 233       | 85.35%   |
| російська  | 40        | 14.65%   |
| Усього     | 273       | 100%     |

## Відомі люди
Качалка Віталій (7 лютого 1980 — 12 квітня 2022) — український військовик, учасник російсько-української війни.

## Галерея

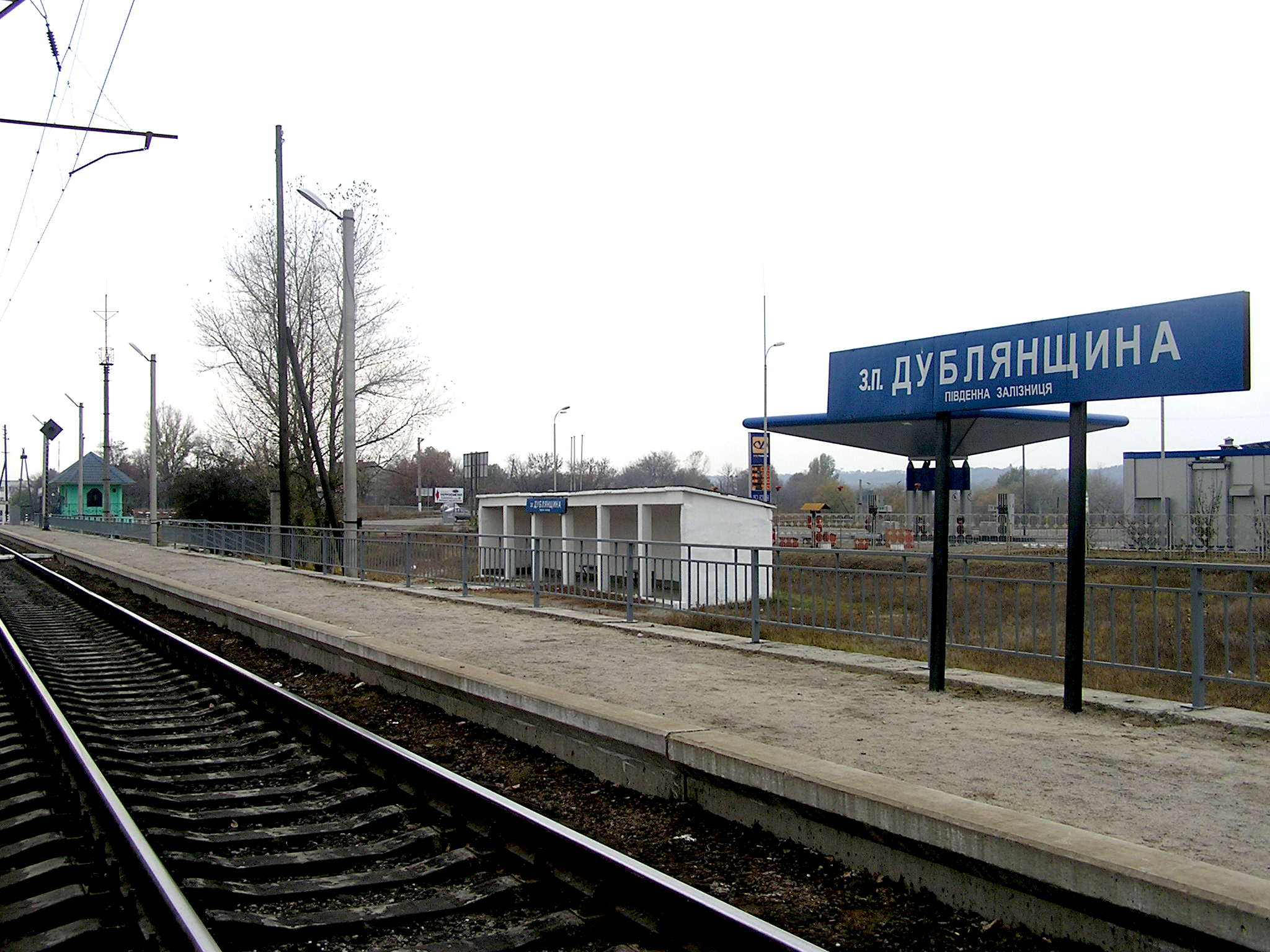
Зупинний пункт Дублянщина
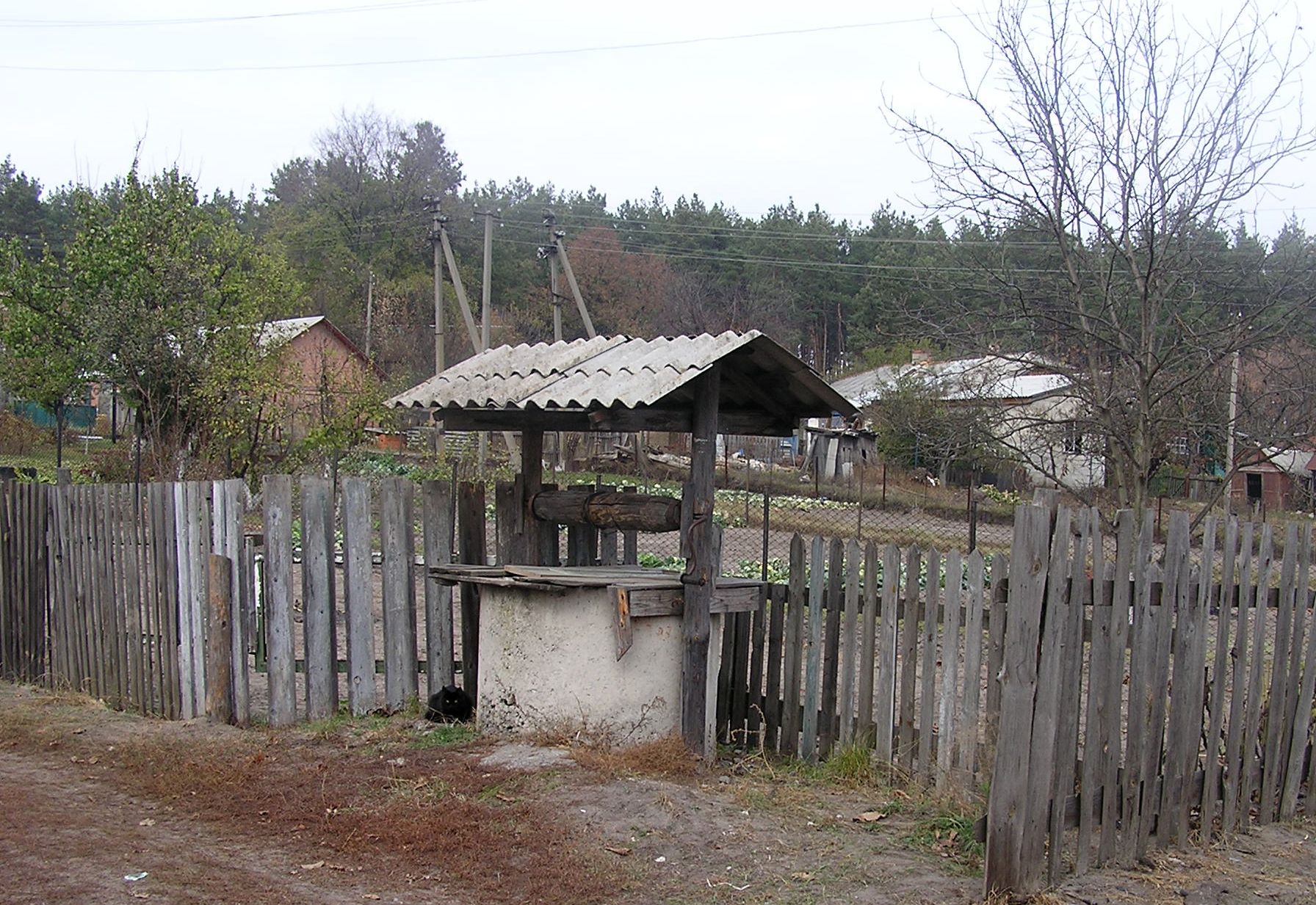
Колодязь у селі